# Switch E1
El Switch E1 es un autobús eléctrico urbano de un solo piso y piso bajo producido por Switch Mobility desde 2022. Se trata del primer vehículo que la compañía presenta desde su cambio de marca de Optare, y sustituye a los descatalogados Optare Tempo SR y Optare Versa en su gama de productos.
El E1 se presentó el 7 de junio de 2022 en la European Mobility Expo, en la Paris Expo Porte de Versailles (Francia). El interior presenta un diseño modular altamente personalizable, similar al del Arrival Bus de la competencia, con dos o tres puertas y un máximo de 30 asientos. Cada asiento puede equiparse con luces de lectura, puertos USB de carga de teléfonos y luces bajo los asientos, y en toda la cabina hay monitores de pantalla ancha para mostrar las próximas paradas y otra información. El acceso para sillas de ruedas está disponible tanto por la puerta delantera como por la del medio, con compartimentos para sillas de ruedas instalados opcionalmente frente a una de ellas o frente a ambas.
El E1 se conocía durante su desarrollo como la "generación 4 del Proyecto Odin"; se espera que se lancen más modelos del Proyecto Odin a finales de 2022. Según Switch Mobility, el E1 es el autobús eléctrico más ligero del mercado. Dispone de carga rápida, con una carga completa en tres horas posible mediante carga de corriente continua; se espera que la autonomía total con una carga completa sea de unos 390 kilómetros. En el momento de su lanzamiento, el E1 estaba destinado al mercado de Europa continental, mientras que el Optare MetroCity EV aún no se había fabricado para el Reino Unido. El E1 será el primer modelo que se producirá en la nueva planta de fabricación de Switch Mobility en Valladolid (España), que comenzará con dos líneas de producción dedicadas al E1; la construcción adicional se llevará a cabo en la antigua fábrica de Optare en Sherburn in Elmet (Yorkshire).